# Claude Langevin
Pour les articles homonymes, voir Langevin.
Claude Langevin, né Paul Viens le 2 mai 1942 à Montréal et mort le 6 septembre 2024, est un peintre québécois.

## Biographie
Claude Langevin naît le 2 mai 1942 à Montréal. Il est le fils d'un docteur au sein d'une fratrie de cinq enfants. Il commence à peindre à l'âge de 14 ans. Pour suivre les traces de son père et de son frère aîné, il étudie en médecine, mais abandonne ses études à l'âge de 21 ans pour peindre à temps plein, après avoir compris que ce n'est pas la carrière qu'il veut. Sa famille accepte difficilement son choix. Il commence ses premières années en tant que peintre difficilement, peignant pour lui-même le jour et réalisant des tableaux pour l'entreprise de son cousin le soir. Lors de l'essor des galeries d'art à Montréal dans les années 1960, Langevin prend son nom actuel et commence ses premières expositions personnelles. Il commence à vendre et peindre en même temps, passant parfois plus de seize heures par jour sur ses tableaux. Il se rend compte qu'il est difficile de maintenir son commerce en même temps d'être artiste, et vend ses galeries à son ami Denis Beauchamp, qui finit par fonder Multi-Art, l'agence qui s'occupe de ses œuvres et qui l’a représenté jusqu’à sa mort. Il a effectué plusieurs voyages à travers la province pour s'inspirer et il était particulièrement intéressé par la région de Charlevoix. Langevin vivait à Saint-Jean-de-Matha au bord du lac Noir où il continuait de peindre, à un rythme moins régulier.
Ses peintures ont pour sujets principaux la nature québécoise dont les paysages de Charlevoix et les Laurentides, et il aimait peindre directement à l'extérieur. Ses œuvres, qui on gagné une reconnaissance mondiale, ne doivent pas être trop détaillées afin de préserver leur message et leur atmosphère. Il s'inspirait aussi du groupe des sept et de peintres comme Tom Thomson et Clarence Gagnon. 
En novembre 2021, Claude Langevin est diagnostiqué d’un cancer de la prostate stade 4 avec métastases sur les os. Le 11 juillet 2024, les médecins trouvent des métastases dans le foie. Moins de deux mois plus tard, dans la nuit du 5 au 6 septembre 2024, il meurt paisiblement dans sa maison, entouré de son fils unique et quelques autres membres de la famille. 

## Œuvres
- Village de mes ancêtres, huile sur toile, 41 × 51 cm, XXe siècle, vendue en 2020 par Waddington's à un collectionneur privé pour 5 631 $ (USD)[5].